# San Pedro Bay (Kalifornien)
Die San Pedro Bay ist eine schmale Meeresbucht an der Küste des Pazifischen Ozeans in Südkalifornien in den USA. Sie liegt an den Häfen von Los Angeles und Long Beach, die zusammen den fünftgrößten Hafen der Welt bilden (nach den Häfen von Shanghai, Singapur, Hongkong und Shenzhen), sowie den größten in der westlichen Hemisphäre.

## Meeresgrund
Der größte Teil der Bucht ist zwischen zehn und zwanzig Meter tief. Der Meeresgrund nahe Long Beach erfuhr eine beachtliche Setzung aufgrund der Ölförderung im Wilmington Oil Field seit den 1950er Jahren. Ironischerweise half das dem Hafen von Long Beach den Hafen von Los Angeles als größten Hafen der Vereinigten Staaten zu übertreffen. In der Zeit der 1980er und 1990er Jahre seit der Vertiefung des Meeresbodens beabsichtigte Long Beach, die Fahrrinne anzupassen, sodass auch Schiffe mit mehr Tiefgang den Hafen erreichen konnten. Das Ausbaggern für ein gigantisches neues Marineterminal im Hafen von Los Angeles fand an beiden Seiten der Bucht statt, um für die größten existierenden Containerschiffe den Zugang zu erleichtern.

## Inseln
Natürliche Inseln in der San Pedro Bay sind Terminal Island (aktuell steigendes Watt) an der Stelle der Häfen von Los Angeles und Long Beach und Mormon Island an der Stelle eines erfolglosen Ansiedlungsversuchs durch die Mormonen-Pioniere aus San Bernardino in den 50er Jahren des 19. Jahrhunderts. Landgewinnungsmaßnahmen von Los Angeles haben Terminal Island beträchtlich vergrößert, genauso wie sie Mormon Island mit dem Festland verbunden haben. Das ehemalige Deadman’s Island befand sich in der südlichen Bucht, wurde aber 1928 als Teil der Hafenerweiterung entfernt. 
 Vier kleine künstliche Inseln enthalten Ölquellen und sind rund um die Bucht bei Long Beach verteilt. Die Ölbohrgeräte selber sind hinter einer hellfarbigen Wand „versteckt“. Diese Inseln namens Oil Island Freeman, Oil Island Grissom, Oil Island White und Oil Island Chaffee wurden nach den verunglückten NASA-Astronauten Theodore Freeman, Virgil Grissom, Edward White und Roger B. Chaffee benannt.

## Wellenbrecher
Ein 13,6 km langer Wellenbrecher erstreckt sich durch die Bucht. Er hat zwei Öffnungen, durch die Schiffe fahren können, um den Hafen hinter ihm zu erreichen. Der anfängliche westliche Teil des Wellenbrechers, genannt San Pedro Breakwater, wurde zwischen 1899 und 1911 gebaut; der mittlere Teil war in den nächsten 25 Jahren fertig und der Long-Beach-Wellenbrecher war nach dem Zweiten Weltkrieg fertig. Der Long-Beach-Wellenbrecher ist Thema einer kleinen lokalen Kontroverse im Ort: Einige Umweltgruppen, darunter die Surfrider Foundation, schlugen vor, den Wellenbrecher umzuändern oder zu entfernen, um den Wasserfluss zu verbessern und die Küste mehr der Umwelt zu überlassen. Diese Entfernung steht im Gegensatz zu Eigentümern im Hafenviertel, die argumentieren, dass der Wellenbrecher für den Schutz vor Sturmschäden gebraucht wird.